# فيرن إيميت
فيرن إيميت (بالإنجليزية: Fern Emmett)‏ هي ممثلة أمريكية، ولدت في 22 مارس 1896 في أوكلاند في الولايات المتحدة، وتوفيت في 3 سبتمبر 1946 في هوليوود في الولايات المتحدة بسبب سرطان.

## أعمال

### أفلام
- (1936) وقت الميل
- (1941) قدم واحدة في الجنة[3][4]
- (1942) سيدة العام
- (1944) فتاة الغلاف

## وصلات خارجية
- فيرن إيميت على موقع IMDb (الإنجليزية)
- فيرن إيميت على موقع ألو سيني (الفرنسية)
- فيرن إيميت على موقع أول موفي (الإنجليزية)
- فيرن إيميت على موقع قاعدة بيانات الأفلام السويدية (السويدية)
- فيرن إيميت على موقع قاعدة بيانات الفيلم (الإنجليزية)
- فيرن إيميت على موقع كينوبويسك (الروسية)